# バス (SS-164)
|          |                                                                            |
| 艦歴     |                                                                            |
| 発注:    |                                                                            |
| 起工:    |                                                                            |
| 進水:    | 1924年12月27日                                                             |
| 就役:    | 1925年9月26日                                                              |
| 退役:    | 1945年3月3日                                                               |
| 除籍:    |                                                                            |
| その後:  |                                                                            |
| 性能諸元 |                                                                            |
| 排水量:  | 水上 2,000トン 水中 2,620トン                                              |
| 全長:    | 326 ft (99.4m) 水線長 341ft 6in (104m) 全長                                |
| 全幅:    | 27 ft 7 in (8.4 m)                                                         |
| 吃水:    | 16 ft 11 in                                                                |
| 機関:    | ブッシュ＝スルザー6気筒ディーゼルエンジン4基 エリオット・モーター発電機2基 |
| 最大速:  | 18.7 ノット (35 km/h)                                                      |
| 兵員:    | 士官、兵員66名                                                             |
| 兵装:    | 51口径5インチ砲1門 21インチ魚雷発射管6門 機銃2基                           |

バス(USS Bass, SF-5/SS-164)は、アメリカ海軍の潜水艦。バラクーダ級潜水艦の一隻であり、Vボートの一つ。艦名は淡水・海水を問わず、スズキ目の複数種にまたがって呼ばれる「バス」に因んで命名された。当初の艦名は V-2 であった。

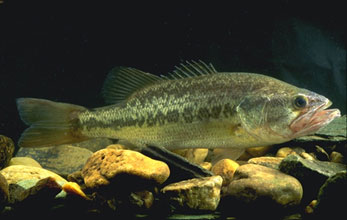
オオクチバス（Largemouth bass　サンフィッシュ科・淡水）

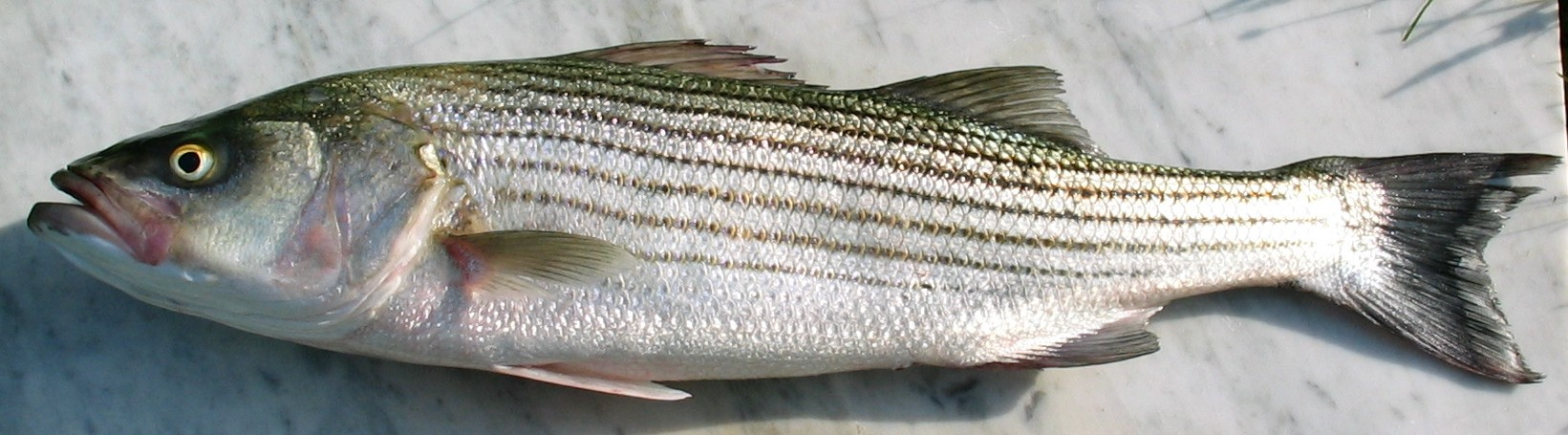
ストライプドバス（Striped bass　モロネ科・汽水）

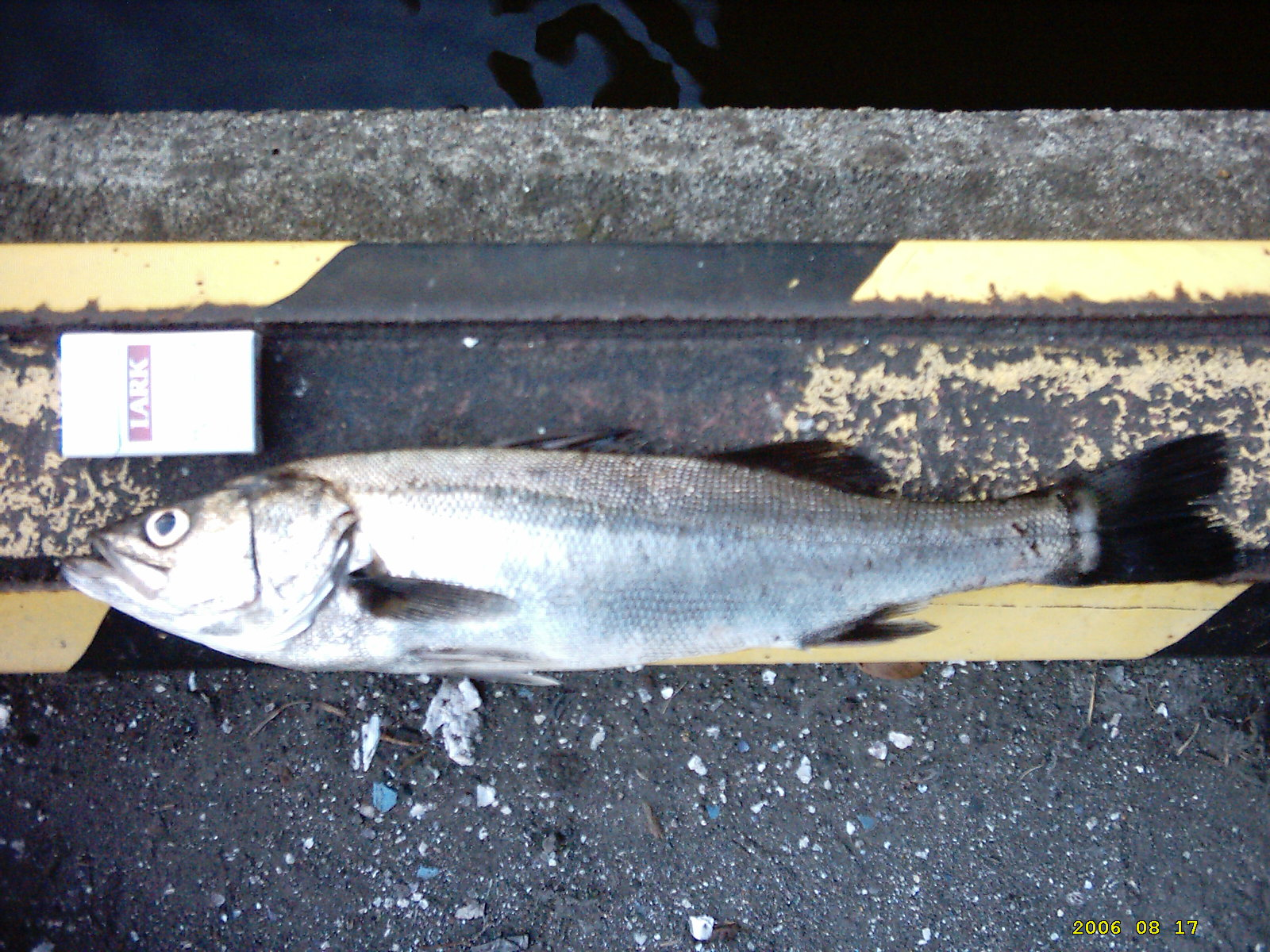
ヒラスズキ（Japanese sea bass　スズキ科・海水）

## 艦歴
V-2はメイン州キタリーのポーツマス海軍造船所で起工した。1924年12月27日にダグラス・E・ディスムスクス夫人によって命名、進水し、1925年9月26日に艦長G・A・ルード少佐の指揮下就役する。
V-2は第20潜水艦隊に配属され、大西洋岸およびカリブ海を1927年11月まで巡航、艦隊はカリフォルニア州サンディエゴへ向かい12月3日に到着した。V-2は1932年12月まで西海岸、ハワイ諸島、カリブ海で艦隊と共に作戦活動に従事した。
V-2は1931年3月9日にバスと改名され、第12潜水艦隊に配属される。1931年7月1日に艦籍番号が SF-5 から SS-164 に変更される。1933年1月2日にバスはサンディエゴの第15予備役潜水艦隊に配属される。1933年7月に再び艦隊に合流し西海岸、パナマ運河地帯、ハワイ諸島で1937年1月まで巡航する。その後西海岸を出航し、1937年2月18日にペンシルベニア州フィラデルフィアに到着、6月9日に予備役となる。
バスは1940年9月5日にニューハンプシャー州ポーツマスで再就役し、大西洋艦隊第9潜水艦隊に配属される。1941年2月から11月までバスはニューイングランド沿岸で作戦活動に従事し、バミューダ諸島のセント・ジョージ島を二度訪問した。11月24日にココ・ソロに到着し、日本軍による真珠湾攻撃時はココ・ソロに停泊中であった。
1942年、バスは太平洋艦隊第31潜水艦隊第3潜水戦隊に所属する。3月から8月までココ・ソロを母港として太平洋、バルボア沖で4度の哨戒を行う。1942年8月17日、海上で後部バッテリー室から火災を生じ、後部魚雷室及び右舷主電動機に引火、25名の下士官兵が窒息死した。翌日アンタイオス (USS Antaeus, AS-21) が到着し、コスタリカのダルシー湾へバスを護衛し、両艦はつづいてバルボアへ移動した。
バスは1942年10月までパナマ運河地帯に留まり、その後フィラデルフィアへ向かい10月19日に到着する。フィラデルフィア海軍工廠で修理の後コネチカット州ニューロンドンへ移動し、1943年12月にはブロックアイランド沖で秘密試験に従事する。1944年1月から3月までふたたびフィラデルフィア海軍工廠で修理を受け、同年の残りは大西洋艦隊第1潜水戦隊に配属、ニューロンドンを拠点としてロングアイランドからブロックアイランドの海域で作戦活動に従事する。バスはニューロンドン海軍潜水艦基地で1945年3月3日に退役し、1945年3月18日に標的艦として処分された。